# Keeps Gettin' Better: A Decade of Hits
Keeps Gettin' Better: A Decade of Hits is het eerste verzamelalbum van Christina Aguilera. Het album bevat de grootste hits van de eerder uitgebrachte studioalbums Christina Aguilera (1999), Mi Reflejo (2000), Stripped (2002) en Back to Basics (2006), en ook twee nieuwe nummers en twee nummers die opnieuw gemaakt zijn. Het album werd in Europa op 7 november 2008 uitgebracht en op 11 november 2008 in de Verenigde Staten, exclusief in vestigingen van Target. Het album werd wereldwijd gedurende november 2008 uitgebracht. Er zal ook een deluxe editie worden uitgebracht wat een dvd bevat met 10 videoclips en een andere omslag.

## Nummers
1. Genie In A Bottle
2. What A Girl Wants
3. I Turn To You
4. Come On Over Baby (All I Want Is You) (Radioversie)
5. Nobody Wants To Be Lonely (met Ricky Martin)
6. Lady Marmalade (met Lil' Kim, Mýa & P!nk)
7. Dirrty Featuring Redman
8. Fighter
9. Beautiful
10. Ain't No Other Man
11. Candyman
12. Hurt
13. Genie 2.0
14. Keeps Gettin' Better
15. Dynamite
16. You Are What You Are (Beautiful)

Studioalbums: Christina Aguilera · Stripped · Back to Basics · Bionic

Andere albums: Mi Reflejo · My kind of Christmas · Just Be Free · Keeps Gettin' Better: A Decade of Hits

Singles (in Nederland): "Genie in a Bottle" · "What a Girl Wants" · "I Turn to You" · "Come On Over Baby (All I Want Is You)" · "Nobody Wants to Be Lonely" · "Lady Marmalade" · "Dirrty" · "Beautiful" · "Fighter" · "Can't Hold Us Down" · "The Voice Within" · "Car Wash" · "Tilt Ya Head Back" · "Ain't No Other Man" · "Hurt" · "Tell Me" · "Candyman" · "Oh Mother" · "Keeps Gettin' Better"

Zie ook: Discografie · RCA Records